# Gorni (Baixkíria)
|  | Per a altres significats, vegeu «Gorni». |

Gorni (en rus: Горный) és un poble de Baixkíria, a Rússia, que en el cens del 2010 tenia 165 habitants. Pertany al districte d'Arkhànguelskoie.